# David Lewin
David Benjamin Lewin (* 2. Juli 1933 in New York City; † 5. Mai 2003) war ein US-amerikanischer Musikwissenschaftler, Musiktheoretiker, Pianist und Komponist.
Lewin hatte zwölfjährig Klavierunterricht bei Eduard Steuermann. Er studierte bis 1954 Mathematik an der Harvard University und setzte dann seine musikalische Ausbildung in Wien bei Josef Polnauer fort. An der Princeton University studierte er Musiktheorie und Komposition bei Roger Sessions, Milton Babbitt, Edward T. Cone und Earl Kim. Nach dem Abschluss mit dem Mastergrad 1958 kehrte er als junior fellow der Society of Fellows an die Harvard University zurück. Nach Lehrtätigkeiten an der University of California, Berkeley, der State University of New York, der Stony Brook University und der Yale University hatte er ab 1988 die Walter-W.-Baumburg-Professur für Musik an der Harvard University inne.
Er komponierte Klavier- und Gesangswerke, Musik für Kammerensemble, Kammerorchester und großes Orchester und war der erste professionelle Komponist, der in den Bell Laboratories Computermusik schuf. Er trat als Solopianist und Klavierbegleiter auf, spielte in der Saison 1966–67 eine viel gelobte Aufführung von Arnold Schönbergs Pierrot Lunaire und leitete zwei Jahre lang als Direktor der Lowell House Music Society Aufführungen von Opern Georg Friedrich Händels, André-Ernest-Modeste Grétrys und Henry Purcells.
Als Musiktheoretiker befasste sich Lewin mit der mathematischen Kategorisierung musikalischer Objekte und der Beschreibung ihrer Beziehungen, wobei er die bis dahin gängige Set Theory durch die Transformational Theory ersetzte, die er in seinen Büchern Generalized Musical Intervals and Transformations (1987) und Musical Form and Transformation (1993) darstellte. Er veröffentlichte Artikel in Fachzeitschriften wie dem Journal of Music Theory, den Perspectives of New Music, Music Perception und Nineteenth-Century Music und entwickelte mit seinem Schüler Henry Klumpenhouwer das Klumpenhouwer network, ein System der Verbindung zwischen verschiedenen Tonklassen.
Lewin war Mitglied der American Academy of Arts and Sciences und der American Brahms Society, von 1985 bis 1988 Präsident und ab 2000 lebenslanges Mitglied der Society for Music Theory. Er erhielt Ehrentitel mehrerer Universitäten, und die Harvard University hielt zu seinem 65. Geburtstag ein Symposium über die Streichquartette Schönbergs ab.